# Reteporella grimaldii
Reteporella grimaldii, conosciuta comunemente come trina di mare, è un briozoo della famiglia Phidoloporidae.

## Descrizione
Colonie dalla tipica forma a "merletto", di colore da giallo a rosato, molto fragile. Fino a 15 centimetri di diametro.

## Distribuzione e habitat
Frequente in tutto il Mar Mediterraneo e nell'Oceano Atlantico orientale, fino a circa 50 metri di profondità su fondali duri, in penombra, spesso su coralligeno.